# Chantal Gilbert
Chantal Gilbert-Payer (Montréal, 25 luglio 1953) è un'ex schermitrice canadese.

## Biografia
Ha partecipato ai Giochi della XXI Olimpiade di Montréal nel 1976.

## Palmarès
In carriera ha conseguito i seguenti risultati:
- Giochi Panamericani:

Città del Messico 1975: argento nel fioretto a squadre.
San Juan 1979: argento nel fioretto a squadre.